# Abay Péter
Abay Péter dr. (Budapest, 1962. május 13. –) olimpiai ezüstérmes magyar kardvívó, ügyvéd, sportvezető. Török Ferenc olimpiai bajnok öttusázó veje. Szülei orvosok.

## Sportpályafutása
1971-ben kezdett vívni a Budapesti Honvédban. Nevelőedzője Berczelédi Tamás volt. 1979-ben az Ifjúsági Barátság Versenyen volt második csapatban. 1980-ban az ifjúsági vb-n és az IBV-n is harmadik lett egyéniben. 1982-ben ismét bronzérmes volt az ifjúsági világbajnokságon. A következő évben, bemutatkozott a felnőtt vb-n is, ahol csapatban második helyezett volt. 1984-ben először állhatott dobogóra az egyéni magyar bajnokságon.
1985-ben ötödik, 1987-ben első volt az universiaden csapatban. 1988-ban az Újpesti Dózsába igazolt, és visszavonulásig ott versenyzett. 1989 elején a bal, 1990 januárjában pedig a jobb Achilles-ína szakadt el. 1991-ben a világbajnokságon és az Európa-bajnokságon is csapatban első, egyéniben második volt. 1992-ben az olimpián ezüstérmes lett csapatban.
1993-ban csapatban nyert világbajnokságot. Egyéniben a 37. helyen végzett. 1994-ben tartalék volt a vb-n. Utolsó nemzetközi versenyén 1995 májusában indult az olaszországi Abano Termében rendezett Világkupa-viadalon.

## Sporteredményei
- olimpiai ezüstérmes:
  - 1992, Barcelona: csapat (Bujdosó Imre, Köves Csaba, Nébald György dr., Szabó Bence)
- kétszeres világbajnok:
  - 1991, Budapest: csapat
  - 1993, Essen: csapat
- kétszeres világbajnoki ezüstérmes:
  - 1983, Bécs: csapat
  - 1991, Budapest: egyéni
- Európa-bajnok:
  - 1991, Bécs: csapat
- Európa-bajnoki ezüstérmes:
  - 1991, Bécs: egyéni
- Universiade-győztes:
  - 1987, Zágráb: csapat
- kétszeres ifjúsági világbajnoki bronzérmes:
  - 1980, Velence: egyéni
  - 1982, Buenos Aires: egyéni
- négyszeres bajnokcsapatok Európa-kupája-győztes az Újpesti Dózsa színeiben:
  - 1989: csapat (Csongrádi László, Köves Csaba, Navarrete József, Szabó Bence, Szetey András)[m 1]
  - 1991: csapat (Csongrádi László, Köves Csaba, Szabó Bence, Szetey András)
  - 1992: csapat (Csécs László, Csongrádi László, Köves Csaba, Szabó Bence)
  - 1993: csapat (Csécs László, Csongrádi László, Köves Csaba, Szabó Bence)

## Civil élete
1980-ban érettségizett a budai Petőfi Sándor Gimnáziumban, majd 1988-ban az Eötvös Loránd Tudományegyetemen szerzett jogi diplomát. 1989-től az Újpesti Dózsa jogi előadója. 1994 óta ügyvédként dolgozik. 2002-től a Magyar Vívószövetség kardszakágának menedzsere.

## Díjai, elismerései
- Az év magyar vívója (1982, 1991)
- Magyar Köztársasági Ezüst Érdemkereszt (1992)
- Az év magyar csapata választás második helyezett (kardválogatott) (1991, 1993)